# Gramon
Le gramon N, est un cépage noir créé en France.

## Origine
Il a été créé par l'équipe de chercheurs de l'INRA de Montpellier. Il s'agit d'un croisement intra-spécifique (métissage) entre le grenache noir N et l'aramon N. Il a été homologué en 1977.

### Caractères ampélographiques
Le bourgeonnement est légèrement duveteux et les jeunes feuilles sont vertes à reflets bronzés.

Les feuilles adultes sont orbiculaires, entières ou trilobées, à sinus pétiolaire peu ouvert, les dents courtes et droites, le limbe révoluté légèrement gaufré et ondulé entre les nervures.

Les grappes sont grosses. Les baies sont de taille moyenne de forme arrondie.

## Aptitudes

### Culturales
Son port érigé peut permettre de s'abstenir de palissage et de le conduire en taille gobelet. Il est fertile, mais peut présenter une tendance au millerandage.

### Sensibilité aux maladies
Il est très sensible aux acariens, beaucoup moins vis-à-vis de la pourriture grise.

### Technologiques
Son aptitude à emmagasiner le sucre en fait un cépage a bon titre alcoométrique. Ses vins généreux un peu tanniques, manquent toutefois un peu de couleur.

## Sources